# Liste der Statthalter, Präsidenten und Landeshauptleute in Oberösterreich

Landeswappen von Oberösterreich

Die Liste der Statthalter, Präsidenten und Landeshauptleute gibt einen Überblick über die obersten Politiker und Beamten des Landes Oberösterreich (anfangs Österreich ob der Enns).
Landesherren waren in dieser Zeit  die amtierenden Erzherzöge von Österreich (einzige Frau in dieser Position war 1740–1780 Maria Theresia), 1804–1918 in Personalunion Kaiser von Österreich. Oberster Lehnsherr des Erzherzogtums Österreich ob der Enns war bis 1806 der Deutsche König, seit spätestens dem 16. Jahrhundert aber immer ein Habsburger in Personalunion.
Seit 1920 ist das formale Staatsoberhaupt der amtierende österreichische Bundespräsident, das Landesoberhaupt der amtierende Landeshauptmann.

## Landeshauptmänner im Land Österreich ob der Enns (1204 bis 1783)

### Verwalter des Gebiets ob der Enns (ab 1204)
In der genealogischen Beschreibung der Herrenstände ist vermerkt, dass sowohl Markgraf Leopold und Herzog Heinrich als auch Herzog Leopold VI. und Herzog Friedrich VI. nicht aufzeichnen ließen, wen sie vor 1204 das Land verwalten ließen. Zu jener Zeit gehörte ein großer Teil Oberösterreichs lange Zeit zum Herzogtum Steiermark, sodass die Landeshauptmänner im Herzogtum Steiermark auch für den oberösterreichischen Traungau zuständig waren.
- Ortolph von Volckenstorff
 von 1204 bis 1217: Verwalter des Traungaus[1]
- Erchinger II. von Wesen
 von 1230 bis 1231: Verwalter des Traungaus[1]
- Albero II. von Polheim
 Landrichter um 1236 bis 1246 (mit Unterbrechungen)

Da Herzog Friedrich aus seinen Ländern vertrieben wurde und diese von Kaiser Friedrich II. eingenommen wurden, verwalteten anfangs Burggraf Friedrich von Nürnberg, danach Bischof Eckbert von Bamberg und nach dessen Tod im Jahre 1237 Graf Otto von Eberstain als Statthalter das Land ob der Enns. Nach der Aussöhnung mit Kaiser Friedrich übernahm wieder Albero von Polheim die Landesverwaltung bis zum Tod des Herzogs Friedrich im Jahre 1246. Danach herrschte ein neunjähriges Interregnum.

### Landrichter und Landeshauptmänner im Gericht ob der Enns (1254/1261 bis 1490/93)
König Ottokar II. Premysl, der Böhme, gestaltet 1252 bis 1261 das Land ob der Enns. Ottokar Přemysl trennte den zur Steiermark gehörenden Traungau 1254 im Frieden von Ofen und 1261 im Frieden von Wien von dieser ab und gestaltete das Land zum Fürstenthum ob der Enns aus. Das führte zur kuriosen Situation, dass die bisherige Hauptstadt Steyr außerhalb ihres Gebietes, der Steiermark, zu liegen kam. Oberösterreich, anfangs Provinz mit Richter (iudex provincialis), dann Landgericht, entwickelte sich zunehmend zum eigenständigen Territorium.
Nach Ottokars Tod 1278 konsolidieren die Habsburger über zwei Jahrhunderte ihr Territorium im Ostalpenraum und an der böhmischen Südgrenze. 1281 errichtete Herzog Albrecht I. das Gericht ob der Enns.
Um 1390 erhält das Gebiet ein eigenes Territorialwappen, dessen Herkunft nicht ganz geklärt ist.
Schon 1458–62/63 regierte Erzherzog Albrecht VI. der Freigiebige das Erzherzogtum Österreich ob der Enns eigenständig von seinem Bruder Friedrich V. (dem III. Kaiser) in Wien. Letzterer residierte, nachdem er seinen Bruder beerbt hatte, 1484–1493 zu Linz (Wien war von Corvinus erobert), und spricht das erste Mal von einem Fürstentum Österreich ob der Enns. Dadurch gewinnt der Landesteil nominell den Status eines Herzogtums innerhalb des habsburgischen Niederösterreich, weil Friedrich für das ganze Österreich der Titel Erzherzog 1453 reichskräftig bestätigt hatte.
Ab 1282 amtiert ein Landmarschall in Österreich, dem der Landeshauptmann ob der Enns unterstellt ist.
Es wird ein oberster Stellvertreter in den obderennsischen Gebieten eingesetzt, anfangs teils als Landrichter, teils als Hauptmann (capitaneus), mehr im Sinne eines militärischen Oberkommandanten, tituliert.
Für 1275 ist das erste Mal ein eigener Landeshauptmann nachgewiesen,
und wird im 15. Jahrhundert ständig (wobei der Posten aber phasenweise in Personalunion vom Marschall von Österreich bzw. Hauptmann unter der Enns besetzt ist). Ab 1452/54 stellt das Land seinen eigenen Landtag auf, womit der oberste Beamte endgültig zum Landeshauptmann wird.
Der Landrichter/Hauptmann wird vom Landesfürsten ernannt und vereidigt, agiert in dessen Befehl und Namen, und ist sowohl oberster Beamter der Verwaltung wie auch oberster Richter.
Er wird mit einem Installationskommisär den Landständen vorgestellt, die versprechen, ihm „gebührlichen Gehorsam“ zu leisten.
Bei Vakanz der Hauptmannschaft wird ein Verwalter bestellt,
ab dem 16. Jahrhundert meist der Anwalt (Stellvertreter, im 16. Jh. auch kurzfristig als Verweser genannt).
Beigestellt waren der Landschreiber (Kanzleileiter),
der Vizedom (das Finanzorgan) und die Landräte, das Kollegium, die auch die Gerichtsbank (Beisitzer) stellten.
Sitz war anfangs die Ennsburg, ab 1330 Burg Linz (verbunden mit Schlossherrschaft).
Mit Ende des 13. Jahrhunderts gewinnt das Amt auch erblichen Charakter, von 1288 bis 1478 besetzten die Walseer, treue Gefolgsmänner der Habsburger, das Amt 190 Jahre lang.
1478 wurden auch die Landesviertel als militärische Einheiten geschaffen, es waren das Mühl- und das Machlandviertel nördlich der Donau und das Hausruck- und Traunviertel südlich (das Innviertel kam erst 1779 zum Land, womit das Machlandviertel abgeschafft wurde).
(folgende Liste ist lückenhaft)
- Witiko von Prčice und Blankenberg
 1254/55–1256 Landschreiber (Scriba Anasi) und erster Verwalter des neuen Landes ob der Enns
- Wok von Rosenberg[3]
 1256 bis spätestens 1260[14] Hauptmann ob der Enns, danach 1260–1262 Landeshauptmann der Steiermark
- Konrad von Summerau
 Amtszeit: 1264 Landrichter der Provinz Oberösterreich (iudex Austriae superioris)[3]
 1276 Burghauptmann zu Enns (Oberösterreichischer Landeshauptmann)
- Burkhard von Klingenberg, Marschall des Königreichs Böheim, 1270/1271 Landeshauptmann der Steiermark
 Amtszeit: 1274[14]–1275/76 Hauptmann ob der Enns
- Heinrich II., Markgraf von Hachberg (* vor 1231; † um 1297/98)
 Amtszeit (in Ausübung): wohl nach 1278 Hauptmann von Oberösterreich[3]
- Ulrich II. von Kapellen († nach 1295)
 Amtszeit: 1279/81/83 – 1288 anfangs Hauptmann, unter Albrecht I. (nach 1282) Oberster Landrichter ob der Enns[3]
- Eberhard IV./II. von Walsee († 1325)
 Amtszeit: 1288–1322 Landrichter ob der Enns, ab 1300 auch als Hauptmann ob der Enns bezeichnet[3][15]
- Eberhard V./III. von Walsee († 1371)
 Erste Amtszeit: 1322–1361 Landrichter ob der Enns alias Hauptmann ob der Enns[16]
- Hans von Traun (Jans von Traun; zwischen 1328 und 1378)
 Amtszeit: 1361–1369 Hauptmann ob der Enns[16][17]
- Eberhard V./III. von Walsee († 1371)
 Zweite Amtszeit: 1369–1371 Hauptmann ob der Enns, gemeinsam mit[16]
- Ulrich I. von Schaunberg († 1373)
 Amtszeit: 1369–1373 Hauptmann ob der Enns
- Wernhard von Maissau
 Amtszeit (interimistisch): 1373/74[16]
- Heinrich VI. von Walsee († 1398)
 Amtszeit: 1374–1379 Landeshauptmann ob der Enns
- Reinprecht II. von Walsee († 1422)
 Amtszeit: 1379–1422[18] Hauptmann ob der Enns[19]
- Reinprecht IV./III. von Walsee († 1450)
 Amtszeit: 1423–1450[1] Hauptmann von Enns (auch Oberstmarschall in Österreich ab 1440)
- Johann II. von Schaunberg
 Amtszeit: 1450–1452[20]
- Wolfgang V. von Walsee († 1466)
 Amtszeit: 1452–1466 (auch Oberster Marschall von Österreich); 1454/55 Oberster Hauptmann in Österreich niederhalb und ob der Enns
- Johann IV. von Starhemberg (* 1412; † 1474)[21]
 Amtszeit: 1460
- Reinprecht V./IV. von Walsee († Mai 1483, letzter der Walseer)
 Amtszeit: 1467–1478 Landeshauptmann ob der Enns[13] (auch Oberstmarschall in Österreich)
- Bernhard von Scherffenberg († 1513)
 Amtszeit: 1478–1484[22]
- Ulrich von Starhemberg († 1486 in Linz)[23]
 Amtszeit: ab 1485[22]–1486[23]
- Gotthard von Starhemberg († 1493 in Linz, Bruder des Ulrich von Starhemberg)
 Amtszeit: 1486[23]–1493
- Michael von Traun
 Amtszeit: 1493–1494 Verwalter der Hauptmannschaft

### Landeshauptmänner im Land (Fürstentum) Österreich ob der Enns (1490/93 bis 1620)
Spätestens nach 1493 erlangte der Landesteil Österreich ob der Enns eine gewisse Selbständigkeit im Heiligen Römischen Reich. Seit dieser Zeit hielten die Stände des Landes regelmäßig eigene Landtage in Linz ab, das 1490 von Friedrich V. (III.) zur Landeshauptstadt erhoben wurde (der erste oberösterreichische Landtag war schon 1452 in Wels abgehalten worden, 1457 einer auf Schloss Linz, der erste gemeinsame ob- und unter-der-ennsische Landtag war schon 1407/08 in Enns abgehalten worden, wo die Obderennser auch eigenständig tagten).
Die Landstände waren zunehmend protestantisch, und das Land war bald gänzlich reformiert. In der Zeit der Bauernkriege und der Gegenreformation herrschen mehrmals Ausnahmezustände.
(folgende Liste ist lückenhaft)
- Georg von Losenstein
 Amtszeit: ab 1494[26] – 1501[1]
- Sigmund von Polheim und Wolfgang von Polheim
 Amtszeit: 1501 Verwalter der Hauptmannschaft
- Wolfgang von Polheim, Freiherr zu Wartenburg
 Amtszeit: 1502–1512
- Wolfgang Jörger
 Amtszeit: 1513–1521[27][28]
- Georg Sigharter zu Leombach
 Amtszeit: 1521 Verwalter der Hauptmannschaft
- Cyriak von Polheim
 Amtszeit: um 1524/25 (Anwalt/Verweser Sigmund Jagenreutter)[29]
- Helfried von Meggau (* 1510; † 1539)
 Amtszeit: 1533–1539[28]
- Julius zu Hardeck
 Amtszeit: 1539–1544
- Balthasar von Prösing († 28. Mai 1559 in Linz)
 Amtszeit: 1544–1559[30]
- Georg Neuhauser von Rueting zu Stadlkirchen
 Amtszeit: 1559 Verwalter der Hauptmannschaft
- Georg von Männing († 24. Juli 1570)
 Amtszeit: 1559–1570[30]
- Dietmar von Losenstein († 20. Jänner 1577)
 Amtszeit: um 1573–1577[31]
- Hans Jörg Auer
 Amtszeit: 1577 Verwalter der Hauptmannschaft
- Leonhard von Harrach, Freiherr zu Rorau und Pührenstein
 Amtszeit: 1577–1581
- Hans Jörg Auer
 Amtszeit: 1581 Verwalter der Hauptmannschaft
- Ferdinand Helfried von Meggau (* 1539; † 10. Juli 1585 in Linz)
 Amtszeit: um 1584[32], 1582–1585[1]
- Wilhelm Seemann von Mangern
 Amtszeit: 1585 Verwalter der Hauptmannschaft
- Jörg von Hoheneck zu Hagenberg
 Amtszeit: 1585 – 1587 Verwalter der Hauptmannschaft
- Wilhelm Seemann von Mangern
 Amtszeit: 1587 – 1590 Verwalter der Hauptmannschaft
- Sigmund Freiherr von Lamberg-Orteneck-Ottenstein (* 1536; † 1616)[33]
 Amtszeit: 1590–1592[34]
 nachmalig Landmarschall Österreichs
- Hans Jakob Löbl Freiherr von Greinburg († 11. Oktober 1602) 
 Amtszeit: 1592–1602
 erster katholischer Landeshauptmann der Gegenreformation[35] Anwälte: Veit Spindler, Hans Ruprecht Hegenmüller[36]
- Johann [Hans] Ruprecht Hegenmüller von Tubenweiler/Dubenweiler (* 1572 in Wien; † 1633 in Wien)[37]
 Amtszeit: 1602–1603 als Anwalt in Ausübung (Anwalt seit 1601)[38]
 nachmalig geheimer Rat und Regierungskanzler der drei Kaiser Rudolf II., Mathias und Ferdinand II.
- Hans Haim Freiherr von Reichenstein
 Amtszeit: 1603–1605 Verwalter der Landeshauptmannschaft[38][39]
- Georg Sigmund Freiherr von Lamberg[40]
 Amtszeit: 1605–1606
- Veith Spindler von Hofegg
 Amtszeit: 1606 Verwalter der Hauptmannschaft
- Jakob von Mollart (* 1565)
 Amtszeit: 1606–1610[41]
- Sigmund Ludwig von Polheim († 1622)
 Amtszeit: 1608–1609 Verwalter der Hauptmannschaft[42]
- Wolf Wilhelm II. von Volkenstorf (* 1567; † 12. September 1616)
 Amtszeit: 1610–1616
- Johann Babtist Spindler von Hofegg († vor 1647)
 Amtszeit: 1616–1619 Verwalter der Landeshauptmannschaft[39]
- Sigmund Ludwig von Polheim († 1622)
 Zweite Amtszeit: ab 1619 (wurde 1621 gefangen genommen)[42]

### Statthalter während der kurbayer. Pfandherrschaft (1620 bis 1628)
Für acht Jahre ist Oberösterreich von Ferdinand II. an Bayern verpfändet, um die Kriegskosten im Dreißigjährigen Krieg, die für die kaiserliche Gegenreformation anfallen, zu decken: Das von Herzog und Kurfürst Maximilian I. von den protestantischen Ständen zurückeroberte Österreich ob der Enns wird diesem als Pfand gegeben. Ab Mai 1625 rebellierten jene gegen die katholische Herrschaft (Oberösterreichischer Bauernkrieg). Es amtierte ein österreichischer Offizier als kurbayrischer Statthalter.
- Adam Graf von Herberstorff (* 1585 auf Schloss Kalsdorf bei Ilz; † 1629 auf Schloss Ort am Traunsee)
 Amtszeit: 20. August 1620 – 5. Mai 1628

### Landeshauptmänner im Land (Erzherzogtum) Österreich ob der Enns (1628 bis 1748)
Per 1628 wird das Land wieder aus dem Pfand ausgelöst, und dem Erzherzogtum Österreich, seinerzeit Österreich ob und unter der Enns genannt, wieder angegliedert. Zuerst werden kaiserliche Kommissäre als Gubernatoren ernannt, dann der vorherige bayerische Statthalter als Landeshauptmann eingesetzt.
| Hans Heinrich von Sa[a]lburg Freiherr zu Falkenstein († 1633 in Wien) kaiserl. Kämmerer und Rat, dann Niederösterreichischer Regimentsrat | Anton Franz Wolfradt (* 1582 in Köln; † 1639 in Wien) Geheimer Rat, Präsident der Hofkammer, Abt von Kremsmünster | Johann Baptist Spindler von Hofegg (s. o.) Hofkammerrat |

Amtszeit: 5. Mai 1628 – 30. August 1628
Landeshauptmann
(folgende Liste ist lückenhaft)
1. Adam Graf von Herberstorff (s. o.)
 Amtszeit: 30. August 1628 – 11. September 1629
2. Dreikollegium aus ältestem Landrat, Anwalt und Vizedom[27]
 Amtszeit: 1629 – 1630
 a) Dietmayr Schifer zu Freyling und Daxberg, ältester Landesrat
 b) Martin Hafner, Anwalt
 c) Constantin Grundemann von Falckenberg, Vizedom
3. Hans Ludwig Graf von Kuefstein
 Amtszeit: ab 1629[47] bis zu seinem Tod 1656

- Johann Paul Spindler von Hofegg
 Amtszeit: um 1632[48]
- David Ungnad Graf von Weissenwolff
 Amtszeit: um 1656[49]/1657 – 1671
- Heinrich Wilhelm von Starhemberg  (* 1592, † 2. April 1675)[50]
 Amtszeit: ab 1672/1671 – 1675
- Helmhart Christoph Graf von Weissenwolff
 Amtszeit: um 1675[49] – 1686
- Franz Joseph Fürst von Lamberg (* 1637; † 1712)
 Amtszeit: 1686–1712
- Christoph Wilhelm I. Graf von Thürheim (* 1661; † 1738)
 Amtszeit: 1713–1738
- Ferdinand Bonaventura Graf von Weissenwolff (* 1693; † 30. Dezember 1781)
 Amtszeit: 1739–September 1741

### Landesleitung des kurbayr. Erzherzogtums Österreich ob der Enns (1741/42)
1741/42 kam es zu (Österreichischen) Erbfolgekrieg. Karl Albert, Kurfürst in Bayern, erkannte Maria Theresia nicht an, ernannte sich zum Kaiser Karl VII., eignete sich den Titel des Erzherzogs von Österreich an und erhob Anspruch auf Ober- und das südliche Niederösterreich. In einem Feldzug wurde Linz (und auch Prag) genommen. Als Statthalter in Linz fungierte ein französischer General, als Vize-Statthalter
einer der kurfürstlichen Kämmerer, als Präsident
und als Landsyndikus
(Protokollführer)
der Landstände bayernfreundliche Linzer Politiker.
| (Militär-)Statthalter Henri François de Ségur (* 1689; † 1751 in Metz) | Vizestatthalter Karl Graf von Taufkirchen | Präsident Christoph Wilhelm I. Graf von Thürheim (s. o.) (bleibt seitens der Stände formal bis Dezember 1742 im Amt) | Landschaftssyndikus Dyonysius Adam Frideli |

Amtszeit: 2. Oktober – 13. Januar 1742

### Präsidenten und Landeshauptmänner (1742 bis 1783)
Bei der Übernahme wurde zuerst ein Administrator und Präsident benannt
und dann der vorherige Landeshauptmann wiedereingesetzt.
Ab 1748 setzte Maria Theresia grundlegende Reformen zur Zurückdrängung der Stände, indem sie eine Rektifikations-Deputation einsetzte, und dann die Landesregierung als Repräsentation und Kammer installierte (Trennung von Verwaltung und Justiz, in diese Zeit fällt auch die und die Schaffung von Kreisämtern), mit einem Präsidenten als Leiter, der Landeshauptmann war nur mehr Leiter des Justizkollegiums.
1754 kehrte man zum System der Landeshauptmannschaft zurück.
Administrator und [provisorischer] Präsident
- Johann Georg Leo Freiherr von Hoheneck[59]
 Amtszeit: 24. Januar 1742 – 18. Dezember 1742

Landeshauptmann
- Ferdinand Bonaventura Graf von Weissenwolff (* 1693; † 1781, s. o.)
 zweite Amtszeit: 18. Dezember 1742 – 26. September 1748
 Obrist Erb-Land Hofmeister

Präsident der Hofdeputation
1. Franz Reinhold Graf von Andlern und Witten (* 1697; † 1771)
 Amtszeit: 26. September 1748 – 18. Mai 1749 als Präsident der Hofdeputation in militari mixta contributionali et camerali

Präsident der Repräsentation und Kammer
1. Franz Reinhold Graf von Andlern und Witten
 fortgesetzte Amtszeit: 18. Mai 1749 – 30. März 1754

Landeshauptmann:
1. Franz Reinhold Graf von Andlern und Witten
 fortgesetzte Amtszeit: 30. März 1754 – 1763
2. Christoph Wilhelm II. Graf von Thürheim
 Amtszeit: 1763[60] – 1. November 1783

## Landespräsidenten und Statthalter des Kronlands Österreich ob der Enns (1783 bis 1918)
Nachdem 1779/80 das Innviertel im Frieden von Teschen erworben worden war, wurde 1783/84 das Land Österreich ob der Enns von Kaiser Joseph II. zum selbstständigen Kronland erhoben (wenn auch die staatsrechtliche Stellung im Bezug zum Erzherzogtum Österreich bis 1861 unklar blieb). Die Landeshauptmannschaft und das ständische Verordneten-Kollegium wurden aufgehoben, ihre Geschäfte übernahm eine Regierung mit einem Präsidenten.

### Präsidenten der Landesregierung (1783 bis 1848)
In den Wirren der Napoleonischen Kriegen erklärte Franz II. 1804 das Kaiserthum Österreich (und war dann Franz I. von Österreich) und 1806 das Heilige Römische Reich und Deutsche Königtum für erledigt. Das Land Oberösterreich betraf das nur insofern, als formal die Unterstellung unter den deutschen König hinfällig war und nun der Kaiser von Österreich souveränes Landesoberhaupt, womit auch die österreichische Erzherzogschaft (die ja nur auf Ober- und Niederösterreich mit Wien, sowie im weiteren Sinne die anderen Erblande, bezogen war) ihre staatsrechtliche Bedeutung zunehmend einbüßte.
Nach dem bayrischen Intermezzo 1809–15/16 gehörte bis 1850 auch der Salzburgkreis als Landesteil zum Kronland ob der Enns.
1. Christoph Wilhelm II. Graf von Thürheim
 Amtszeit: 1. November 1783 – 1786[60]
2. Heinrich Franz Graf von Rottenhan (* 1738; † 1809)
 Amtszeit: 1787–1791
3. August Graf von Auersperg († 1827)
 Amtszeit: 1791–1805
4. Johann Freiherr von Hackelberg zu Landau
 Amtszeit: 1806–1810
5. Christian Graf von Aicholt (* 1754; † 1838)
 Amtszeit: 1810–1815
 1810–1812 provisorischer Leiter der Landesverwaltung nach dem 4. Napoleonischen Krieg (unterstand dem Statthalter von Niederösterreich unter und ob der Enns); Ende 1812 Präsident (wieder unabhängig)
6. Bernhard Gottlieb Freiherr von Hingenau (* 1759; † 1833)
 Amtszeit: 1815–1827
7. Alois Graf von Ugarte (* 1784; † 1845)[62]
 Amtszeit: 1827–1834
8. Rudolph Fürst Kinsky von Wchnitz und Tettau (* 1802 in Prag; † 1836 in Linz)
 Amtszeit: 1834–27. Januar 1836
9. Anton Philipp Graf von Skrbensky von Hrzistie (* 1789; † 1876)
 Amtszeit: 13. Juli 1836 – 1848

### Statthalter (1849 bis 1861)
Verwaltungsreform 1849 nach der Revolution: Aufhebung der Grundherrschaften, Ende der ständischen Verfassung, Neugestaltung der politischen Verwaltung und der Gerichte (46 gemischte Bezirksämter ohne Trennung von Verwaltung und Justiz, in dieser Zeit auch Entstehung der Ortsgemeinden).
1. Alois Fischer (* 1796; † 1883)
 Amtszeit: 1. Januar 1849 – 4. Mai 1851
2. Eduard Freiherr von Bach (* 1814; † 1884)
 Amtszeit: ab 4. Mai 1851 (fortgesetzt bis Mai 1851)

### Landeschefs, Landeshauptmänner (1861 bis 1918)
1861 wurde das Kronland Österreich ob der Enns im Rahmen der neuen Verfassung endgültig im Status eines eigenen Erzherzogtums bestätigt. Der erste (noch lange nicht vom ganzen Volk) gewählte Landtag wurde Ende März 1861 gewählt, am 6. April konstituiert.
1867 wurde das Kaisertum Österreich nach dem Ausgleich in die Doppelmonarchie Österreich-Ungarn umgewandelt. Landesgeschichtlich spielte das nur insofern eine Rolle, als Oberösterreich nun zum Teilstaat Cisleithanien, den im Reichsrat vertretenen Königreichen und Ländern, ab 1915 zu den österreichischen Ländern gehörte.
Die Verfassung bestimmte, dass der Kaiser für jedes Kronland einen Landeschef ernennt, in den meisten Kronländern, so auch Österreich ob der Enns, weiterhin mit dem Titel k.k. Statthalter, und dass dieser als Vertreter des Kaisers als Landesherr und der k.k. Regierung in Wien fungiert.
Weiter ernannte der Kaiser als Landesherr ein Mitglied des Landtages zum Landeshauptmann mit der Funktion Landtagsvorsitzender und Vorsitzender des Exekutivausschusses des Landtags namens Landesausschuss.
| Statthalter (Landeschef) 1. Eduard Freiherr von Bach (s. o.) fortgesetzte Amtszeit: bis 22. Mai 1862 2. Franz Freiherr von Spiegelfeld (* 1802; † 1885) Amtszeit: 28. April 1863 – 8. Januar 1867 3. Eduard Graf Taaffe (* 1833; † 1895) Amtszeit: 8. Januar 1867 – 6. März 1867 4. Ignaz Freiherr von Schurda (* 1822; † 1879) Amtszeit: 7. März 1867 – 24. Juli 1868 5. Karl Sigmund Graf von Hohenwart zu Gerlachstein (* 1824; † 1899) Amtszeit: 24. Juli 1868 – 6. Februar 1871 6. Sigmund Freiherr Conrad von Eybesfeld (* 1821; † 1898) Amtszeit: 19. Mai 1871 – 9. Oktober 1872 7. Otto Freiherr von Wiedenfeld (* 1816; † 1877) Amtszeit: 9. Oktober 1872 – 5. August 1877 8. Bohuslav Ritter von Widmann (* 1836; † 1911) Amtszeit: 9. Dezember 1877 – 12. August 1879 9. Felix Freiherr Pino von Friedenthal (* 1825; † 1906) Amtszeit: 13. August 1879 – 14. Januar 1881 10. Lothar Metternich-Winneburg (* 1837; † 1904) Amtszeit (in Ausübung): 14. Januar 1881 – 5. September 1881 11. Philip Freiherr Weber von Ebenhof (* 1818; † 1900) Amtszeit: 5. September 1881 – 8. Juli 1889 12. Franz Carl Graf Merveldt (* 1844; † 1916) Amtszeit: 9. Juli 1889 – 24. Juni 1890 13. Viktor Freiherr von Puthon (* 1842; † 1919) Amtszeit: 24. Juni 1890 – 13. Februar 1902 14. Arthur Graf Bylandt-Rheidt (* 1854; † 1915) Amtszeit: 13. Dezember 1902 – 1. Januar 1905 15. Erasmus Freiherr von Handel (* 1860; † 1928) Erste Amtszeit: 20. Januar 1905 – 27. August 1916 16. vakant 27. August 1916 – 31. Januar 1917 17. Rudolf von Meran (* 1872 in Graz; † 1959 in Salzburg) Amtszeit: 31. Januar 1917 – 30. Oktober 1917 18. Erasmus Freiherr von Handel Zweite Amtszeit: 20. Oktober 1917 – 2. November 1918 | Landeshauptmann 1. Dominik Lebschy (* 1799; † 1884) Amtszeit: 31. März 1861 – 15. Mai 1868 2. Karl Wiser (* 1800 in Wien; † 1889 in Linz) Amtszeit (in Ausübung): 15. Mai 1868 – 24. Juni 1868 3. Moritz Eigner (* 1822; † 1900) Erste Amtszeit: 24. Juni 1868 – 13. September 1871 4. Julius Graf von Falkenhayn (* 1829 in Wien; † 1899 ebenda) Amtszeit: 13. September 1871 – 17. Dezember 1871 5. Moritz Eigner Zweite Amtszeit: 18. Dezember 1871 – 9. September 1884 6. Karl Grienberger (* 1824; † 1909) Amtszeit (in Ausübung): 9. September 1884 – 14. September 1884 7. Leonard Achleuthner, Abt von Kremsmünster (* 1826; † 1905) Amtszeit: 14. September 1884 – 26. Januar 1897 8. Michael Freiherr von Kast (* 1859; † 1932) Amtszeit: 26. Januar 1897 – 6. Mai 1898 9. Alfred Ebenhoch (* 1855; † 1912) Amtszeit: 6. Mai 1898 – 30. Dezember 1907 10. Ernst Jäger (* 1847; † 1929) Amtszeit (in Ausübung): 30. Dezember 1907 – 4. Mai 1908 11. Johann Nepomuk Hauser, CS (* 1866; † 1927) Amtszeit: 4. Mai 1908 – 12. November 1918 Fortsetzung des Amts in der Republik |

## Landeshauptleute im Bundesland Oberösterreich (1918/19 bis heute)
Am 30. Oktober 1918 wurde der Staat Deutschösterreich als Republik gegründet. Im Zusammenhang mit dem Friedensvertrag änderte er seinen Namen am 21. Oktober 1919 in Republik Österreich.
Die in der Monarchie geteilte Landesführung und -verwaltung wurde im von 1920 an föderal organisierten Österreich abgeschafft:
Der Begriff Landeshauptmann in seinem heutigen Bedeutungsumfang besteht seit 10. November 1920. Die österreichische Bundesverfassung räumt dabei dem Landeshauptmann eine besondere Stellung ein: als Vorsitzender der vom Landtag gewählten Landesregierung und formales Oberhaupt des Landes innerhalb der föderalen Verfassungsgestaltung – und gleichzeitig als Bundesorgan, in der mittelbaren Bundesverwaltung dem jeweiligen Bundesminister gegenüber verantwortlich und daher vom Bundespräsidenten angelobt. Demnach ist er der wichtigste Vertreter der Staatsgewalt auf Landesebene.
Erst 1930 erhielt das Bundesland seine fertig ausgearbeitete Verfassung, diese ist bis heute gültig (Verfassung vom 11. Oktober 1930 in der wiederverlautbarten Fassung vom 9. Oktober 1991, L-VG 1991).

### Landeshauptmänner von Oberösterreich (Erste Republik und Ständestaat, 1919 bis 1938)
Die Zeit bis zum Anschluss an NS-Deutschland wird in Österreich als Erste Republik bezeichnet; einige Autoren rechnen die Ständestaatsdiktatur 1934–1938, als die Regierenden das Wort Republik vermieden, nicht dazu.
Das Land wurde nun endgültig Oberösterreich genannt und eines der ab 1921 neun Bundesländer der neuen Republik.
Die Republik wurde 1934 in den dollfuß-schuschniggschen Bundesstaat Österreich (den Ständestaat) umgewandelt. Die Landesordnungen blieben davon weitgehend unberührt, doch wurden bis 1945 keine demokratischen Wahlen mehr vorgenommen. 1936 wurden alle Parteien (Sozialdemokratie und Kommunisten waren längst verboten) in der Vaterländischen Front vereint.
1. Johann Nepomuk Hauser, CS
 (Fortgesetzte) Amtszeit: 18. November 1918 – 8. Februar 1927
 vorher seit 4. Mai 1908 Landeshauptmann nach der Verfassung von 1861 (siehe oben)
2. Josef Schlegel, CS
 Amtszeit: 23. Februar 1927 – 17. Februar 1934
3. Heinrich Gleißner, VF
 Amtszeit: 1. März 1934 – 12. März 1938

### Reichsstatthalter des Reichsgaues Oberdonau (Deutsches Reich, 1938 bis 1945)
1938 bis 1945 wurde Oberösterreich als Teil (ab 1939 Reichsgau) der Ostmark, ab 1942 der Donau- und Alpenreichsgaue geführt. Während der Zugehörigkeit des Landes zum Deutschen Reich war der Reichsstatthalter der höchste Repräsentant der Berliner Reichsregierung im Reichsgau Oberdonau (von 1939 an der Name Oberösterreichs, mit den damals deutschen Gebieten in Südböhmen, wie sie 1918/19 als Teil Deutschösterreichs angestrebt worden waren, und mit dem steirischen Salzkammergut). Der Reichsstatthalter war zugleich Gauleiter der NSDAP-Parteiorganisation und wurde daher auch in seiner regierungsamtlichen Funktion meist so bezeichnet.
1. August Eigruber, NSDAP
 Amtszeit: 14. März 1938 – 5. Mai 1945

### Landeshauptleute von Oberösterreich (Zweite Republik, seit 1945) und Hochkommissare (1945–1955)
Seit der Wiederherstellung der Republik im April / Mai 1945 spricht man von der Zweiten Republik.
Auch die österreichischen Bundesländer wurden in ihren Grenzen vor der NS-Diktatur wiederhergestellt und unterstanden jeweils einem Hochkommissar der Alliierten Kontrollkommission für Österreich. Oberösterreich südlich der Donau gehörte zur US-amerikanischen Besatzungszone, das Mühlviertel zur sowjetischen Zone, deren Hochkommissare noch eine Zivilverwaltung Mühlviertel einrichteten.
Anfangs noch als provisorische Regierung durch Vereinbarung von SPÖ, ÖVP und KPÖ mit Zustimmung der Sowjetunion installiert, bereitete das Kabinett Renner für Herbst 1945 freie Wahlen auch für die Landtage vor, durch die gewählte Parlamente auf Bundes- und Landesebene zustande kamen. 1955 endete die Besatzungszeit.
1995 trat Österreich der Europäischen Union bei, wodurch sich in der Hierarchie der Rechtsordnung über der Landesgesetzgebung nunmehr zwei Ebenen befinden: die Bundesgesetzgebung und die Gesetzgebung der EU, die bei Landesentscheidungen zu beachten sind.
| Landeshauptmann 1. Adolf Eigl, parteilos Amtszeit: 16. Mai 1945 – 25. Oktober 1945 2. Heinrich Gleißner, ÖVP Zweite Amtszeit: 26. Oktober 1945 – 2. Mai 1971 3. Erwin Wenzl, ÖVP Amtszeit: 3. Mai 1971 – 19. Oktober 1977 4. Josef Ratzenböck, ÖVP Amtszeit: 19. Oktober 1977 – 2. März 1995 5. Josef Pühringer, ÖVP Amtszeit: seit 2. März 1995 – 5. April 2017 6. Thomas Stelzer, ÖVP Amtszeit: seit 6. April 2017 | US High Commissioner: 1. Mark W. Clark 1945–1947 2. Geoffrey Keyes 1947–1950 3. Walter J. Donnelly 1950–1952 4. Llewellyn E. Thompson 1950–1955 | Sowjetischer Hochkommissar: 1. Iwan S. Konew 1945–1946 2. Wladimir W. Kurassow 1946–1949 3. Wladimir P. Swiridow 1949–1953 4. Iwan I. Iljitschow 1953–1955 |